# Qaasuitsup Kommune
Qaasuitsup Kommune "Stedet med polarmørke" (på grønlandsk: Qaasuitsup Kommunia) er en tidligere kommune i Grønland, der 1. januar 2018 deltes i Avannaata og Qeqertalik kommuner. Den grænsede i nord og øst op til Grønlands Nationalpark, mod sydøst til Sermersooq Kommune og mod syd til Qeqqata Kommune. Qaasuitsup Kommune var verdens arealmæssigt største og nordligste kommune på i alt 660.000 km² med 18.243 indbyggere (2008). Kommunekoden var 958.

## Administration
Rådhuset lå i byen Ilulissat og kommunen bestod af otte byer og 31 bygder. Hver by havde et lokalområde af samme navn som byen. I hver af byerne var der en områdechef, som havde det overordnede ansvar for, at de beslutninger og initiativer, der vedtoges i kommunalbestyrelsen, implementeredes i deres lokalområde. Dette med undtagelse af Ilulissat, hvor rådhuset lå, og den mindste by Kangaatsiat der styredes fra rådhuset.
Bygdebestyrelserne i Qaasuitsup Kommune var etableret med henblik på at sikre lokal medbestemmelse og indflydelse. I hver bygdebestyrelse var to eller flere bygder repræsenteret. Enkelte bygder, som ligger relativt isolerede, havde dog deres egen bygdebestyrelse. I bygdebestyrelserne var der mulighed for at tage beslutninger om lokale prioriteringer, således at de beslutninger, der blev taget i så høj grad som muligt var i overensstemmelse med bygdernes ønsker og behov. Der var i alt 14 bygdebestyrelser.

## Historie
Kommunen blev oprettet 1. januar 2009 som følge af Grønlands strukturreform, en pendant til Danmarks strukturreform.
Den bestod af de otte tidligere kommuner: Kangaatsiaq, Aasiaat, Qasigiannguit, Ilulissat, Qeqertarsuaq, Uummannaq, Upernavik, Qaanaaq. Kommunens deltes per 1. januar 2018 i en nordlig del kaldet Avannaata Kommune ("Nordkommunen") med rådhus i Ilulissat og en sydlig del kaldet Queqertalik Kommune med rådhus i Aasiaat.